# 알부민
알부민(Albumin)은 구상 단백질의 단백질족이며, 그중 가장 흔한 것은 혈청 알부민이다. 알부민족의 모든 단백질은 물에 녹고, 농축된 염 용액에는 중간 정도 녹으며, 열 변성도 잘 일어난다. 알부민은 보통 혈장에서 발견되며, 글리코실화되지 않는다는 점에서 다른 혈장 단백질과 다르다. 알부민을 함유하는 물질은 알부미노이드(albuminoids)라고 불린다.
혈청 알부민, 알파태아단백, 비타민 D 결합 단백질, 아파민을 포함한 여러 혈액 운반 단백질이 알부민족과 진화적으로 관련되어 있다. 이 단백질족은 척추동물에서만 발견된다.
좀 더 광의적인 의미에서 알부민은 특정 조건에서 응고하는 다른 단백질을 가리키기도 한다. 락트알부민, 오브알부민 및 식물 "2S 알부민"에 대해서는 #다른 알부민 유형 문단을 참조하라.

## 기능
알부민은 일반적으로 다양한 리간드에 결합하여 운반하는 수송 단백질이다. 인간에게서 볼 수 있는 유형은 다음과 같다.
- 사람 혈청 알부민은 사람 혈장 단백질의 주요 단백질이다. 이는 사람 혈장 단백질의 약 50%를 차지한다. 물, 양이온(Ca2+, Na+, K+ 등), 지방산, 호르몬, 빌리루빈, 티록신(T4) 및 의약품(바르비튜레이트 포함)과 결합한다. 주요 기능으로 혈액의 콜로이드 삼투압을 조절한다.[7] 알부민의 등전점은 4.7이다.[8]
- 알파 태아단백은 다양한 양이온, 지방산 및 빌리루빈과 결합하는 태아 혈장 단백질이다.
- 비타민 D 결합 단백질은 비타민 D와 그 대사 산물, 그리고 지방산과 결합한다.
- 아파민에 대해서는 알려진 바가 많지 않다. 지질화된 윈트 단백질과 비타민 E를 운반한다고 추정된다.[9]
- 세포외 기질 단백질 1은 덜 정규적인 알부민이다. 뼈 광물화를 조절한다.

정규적인 네 가지 사람 알부민은 4번 염색체 4q13.3 영역에 직렬로 배열되어 있다.

## 분류
동물에서 발견되는 알부민은 계통발생에 따라 6개의 아과로 나눌 수 있다. 비타민 D 결합 단백질은 1~3족을 차지한다. 다른 알부민은 4~6족에 서로 혼합되어 있다. ECM1은 6족에 속한다.
의학적 용도 외에도 혈청 알부민은 생명공학에서 가치가 있다. 일반적으로 소 혈청 알부민이 사용되지만, 동물 학대를 줄이기 위해 사람 및 유전자 변형 벼에서 볼 수 있는 알부민도 사용된다.

### 다른 알부민 유형
몇 가지 다른 단백질도 때때로 알부민으로 불린다. 이들은 척추동물 알부민과 같은 족에 속하지는 않는다.
- 오브알부민은 흰자의 저장 단백질이다. 이는 세르핀이다.
- 락트알부민 또는 유청 단백질은 우유의 단백질 분획이다. 이는 주로 베타 락토글로불린이지만, 혈청 알부민도 그 중 작은 부분을 차지한다.
- 삼을 포함한 일부 식물 씨는 "2S 알부민"이 암호화되어 있다. 이들은 달걀과 유사한 응고 특성 때문에 알부민 계열로 명명되었다.[11]

## 구조
사람 혈청 알부민의 3D 구조는 X선 결정학으로 2.5 옹스트롬 (250 pm)의 해상도로 결정되었다. 알부민은 65–70 kDa 단백질이다.
알부민은 심장 모양의 단백질을 형성하는 세 개의 상동 도메인으로 구성된다. 각 도메인은 공통 구조로 발현이 되는 두 개의 하위 도메인의 산물이다. 사람 혈청 알부민에 리간드가 결합하는 주요 영역은 IIA 및 IIIA 하위 도메인의 소수성 공동에 있으며 이들은 유사한 화학적 특성을 보인다. 구조적으로 혈청 알부민은 유사하며, 각 도메인은 5개 또는 6개의 내부 이황화 결합을 가지고 있다.

## 법의학적 검출
전 세계적으로 특정 중의학 약재에는 야생 곰 담즙이 포함되어 있으며, 이는 CITES 법규에 따라 금지되어 있다. 전통 의약품에서 곰 알부민의 존재를 감지하기 위해 일반적인 임신 테스트기와 유사한 딥 스틱을 개발했으며, 이 테스터기에서 양성 반응이 나오면 곰 담즙이 약재 제조에 사용되었음을 나타낸다.

## 어원
알부민은 /ˈælbjʊmɪn/으로 발음되며, 라틴어의 albumen("흰자")에서 유래했고 이는 다시 라틴어의 albus(흰색)에서 파생되었다.

## 같이 보기
- 콘 공정 (사람 혈청 알부민 정제 방법)
- 혈청 알부민
  - 소 혈청 알부민
  - 사람 혈청 알부민